# Мечеть Волос Пророка
Мечеть волос Пророка или Джаме Муи Мобарак (дари Jame Mui Mobarak) — в афганском городе Кандагаре мечеть XIX века, выстроенная для хранения волос пророка Мухаммеда. Одна из основных достопримечательностей города; состояние в октябре 2013 года - отличное. По имеющимся сведениям, волосы в ней больше не хранятся.
В 1768 году от эмира Бухары были получены в подарок городу Кандагару волосы, а также фрагмент накидки (плаща) пророка Мухаммеда. Для хранения подарков были выстроены две городские мечети: мечеть волос Пророка (Джаме-Муи-Мобарак) и мечеть плаща Пророка (Да-Керка-Сариф-Зиарат) (вход для немусульман закрыт).
Через затенённый двор мечети протекает канал. Когда-то на том месте был приют для путников.